# Amtsgericht Landau an der Isar
Das Amtsgericht Landau an der Isar ist eines von 73 Amtsgerichten in Bayern und ein Gericht der ordentlichen Gerichtsbarkeit mit Sitz in der Stadt Landau an der Isar.

## Zuständigkeitsbereich und Instanzenzug
Der örtliche Zuständigkeitsbereich des Amtsgerichts Landau a.d. Isar entspricht dem Landkreis Dingolfing-Landau. In Registersachen (Handels-, Partnerschafts- und Genossenschaftsregister) ist das Amtsgericht Landau a.d. Isar nicht zuständig. Hier ist das Amtsgericht Landshut zuständig.
Die für das Amtsgericht Landau a.d. Isar zuständige Staatsanwaltschaft ist die Staatsanwaltschaft Landshut.
Übergeordnete Instanzen sind der Reihe nach das Landgericht Landshut, das Oberlandesgericht München und der Bundesgerichtshof.

## Geschichte
Anlässlich der Einführung des Gerichtsverfassungsgesetzes am 1. Oktober 1879 kam es zur Errichtung des Amtsgerichts Landau an der Isar, dessen Sprengel identisch mit dem vorherigen Landgerichtsbezirk Landau an der Isar war und daher aus den damaligen Gemeinden Adldorf, Altenbuch, Aufhausen, Dornach, Eichendorf, Ettling, Exing, Frammering, Ganacker, Großenpinning, Großköllnbach, Haidenkofen, Haidlfing, Harburg, Hartkirchen, Haunersdorf, Indersbach, Kammern, Landau an der Isar, Mettenhausen, Niederhausen, Niederhöcking, Oberhausen, Oberhöcking, Pilsting, Poldering, Reichersdorf, Reichstorf, Rengersdorf, Waibling, Wallersdorf und Zeholfing bestand.
Die nächsthöhere Instanz war bis zum 1. April 1932 das Landgericht Straubing, danach das Landgericht Landshut.
Seit Inkrafttreten des Gesetzes über die Organisation der ordentlichen Gerichte im Freistaat Bayern (GerOrgG) am 1. Juli 1973 umfasst der Amtsgerichtsbezirk Landau das Gebiet des Landkreises Dingolfing-Landau. Dabei vergrößerte sich der Amtsgerichtsbezirk Landau um 
- den Bezirk des aufgehobenen Amtsgerichts Dingolfing,
- die Orte Langgraben, Pischelsdorf, Ruhstorf und Simbach aus dem Bezirk des Amtsgerichts Eggenfelden,
- die ehemals zum Amtsgericht Mallersdorf gehörigen Dörfer Martinsbuch, Mühlhausen und Süßkofen sowie
- die zum ehemaligen Amtsgericht Vilsbiburg gehörenden Ortschaften Frontenhausen und Rampoldstetten.[5]

## Gerichtsgebäude
Das Amtsgericht befindet sich an der Hochstraße 17.